# Jelena Ivezić
Jelena Ivezić (17. ožujka 1984. Slavonski Brod) hrvatska košarkašica članica Hrvatske košarkaške reprezentacije i ŽKK Gospić, igra na poziciji niskog krila . Jelena živi u naselju Radovanju u općini Oriovac.

## Karijera
Jelena je profesionalnu karijeru započela 2000. godine u ŽKK Croatia Zagreb, 2006. prelazi u španjolski EBE Promociones naredne godine igra u Mađarskoj za MiZo Pecs, 2008. prelazi u ŽKK Gospić za koji i sada igra.
Sudjelovala je na završnom turniru europskog prvenstva 2007. godine.
2008. je bila u skupini igračica koje je pozvao izbornik Nenad Amanović na pripreme za EP 2009.